# Chanan Rubin
Chanan Rubin (hebr.: חנן רובין, ang.: Hanan Rubin, ur. 10 sierpnia 1908 w Berlinie, zm. 24 października 1962) – izraelski prawnik i polityk, w latach 1949–1962 poseł do Knesetu z listy Mapam.
W wyborach parlamentarnych w 1949 po raz pierwszy dostał się do izraelskiego parlamentu. Zasiadał w Knesetach I, II, III, IV i V kadencji. Zmarł 24 października 1962, a mandat po nim objął Josef Kusznir.